# Раппопорт, Хелен
Хелен Ф. Раппапорт (англ. Helen Rappaport; род. 1947, Бромли, Большой Лондон) — британская писательница, бывшая артистка, экс-редактор в академических издательствах Wiley-Blackwell и  OUP. Она специализируется на викторианской эпохе и революционной России.

## Биография

### Ранние годы жизни и образование
Раппапорт (до замужества носившая фамилию Уэр) родилась в Бромли, выросла недалеко от реки Медуэй в Северном Кенте и посещала среднюю школу Чатема для девочек. Её старший брат Майк Уэр, 1939 года рождения, фотограф, химик и писатель. У неё есть младшие братья-близнецы, Питер (тоже фотограф) и Кристофер, 1953 года рождения.
Она изучала русский язык в Университете Лидса, где участвовала в университетской театральной труппе и начала свою актёрскую карьеру.

## Карьера

#### Актёрская деятельность
После работы в театральной труппе Лидского университета она появилась в нескольких телесериалах, включая «Королевский суд», «Любовь причиняет боль» и «Чисто английское убийство». Позже она утверждала, что провела «20 лет в депрессии в качестве безработной, разоренной и несчастной актрисы».

### Писательская деятельность
В начале девяностых она стала редактором в академических издательствах Wiley-Blackwell и OUP. Она также внесла свой вклад в исторические и биографические справочники, опубликованные, например, Cassell и Ридерз дайджест.
В 1998 году она стала писательницей, зарабатывающей исключительно писательским трудом, написав 3 книги для американского издательства ABC-CLIO, в том числе «Энциклопедию для женщин — социальных реформаторов» (англ. An Encyclopaedia of Women Social Reformers) в 2001 году с предисловием Мэриан Райт Эдельман. В 2002 году книга получила награду от «Американской библиотечной ассоциации», как выдающийся источник информации, и, согласно изданию Times Higher Education Supplement: «Замечательная книга, познавательная, информационно-насыщенная, с обширной тематикой».

### Работа переводчиком русских литературных произведений
Раппапорт свободно говорит по-русски и является переводчиком русских пьес, в частности, пьес Антона Чехова (совместно с Томом Стоппардом, Дэвидом Хэйром, Дэвидом Ланом и Николасом Райтом).

## Книги

### Книга о женщинах на Крымской войне (о Мэри Сикол)

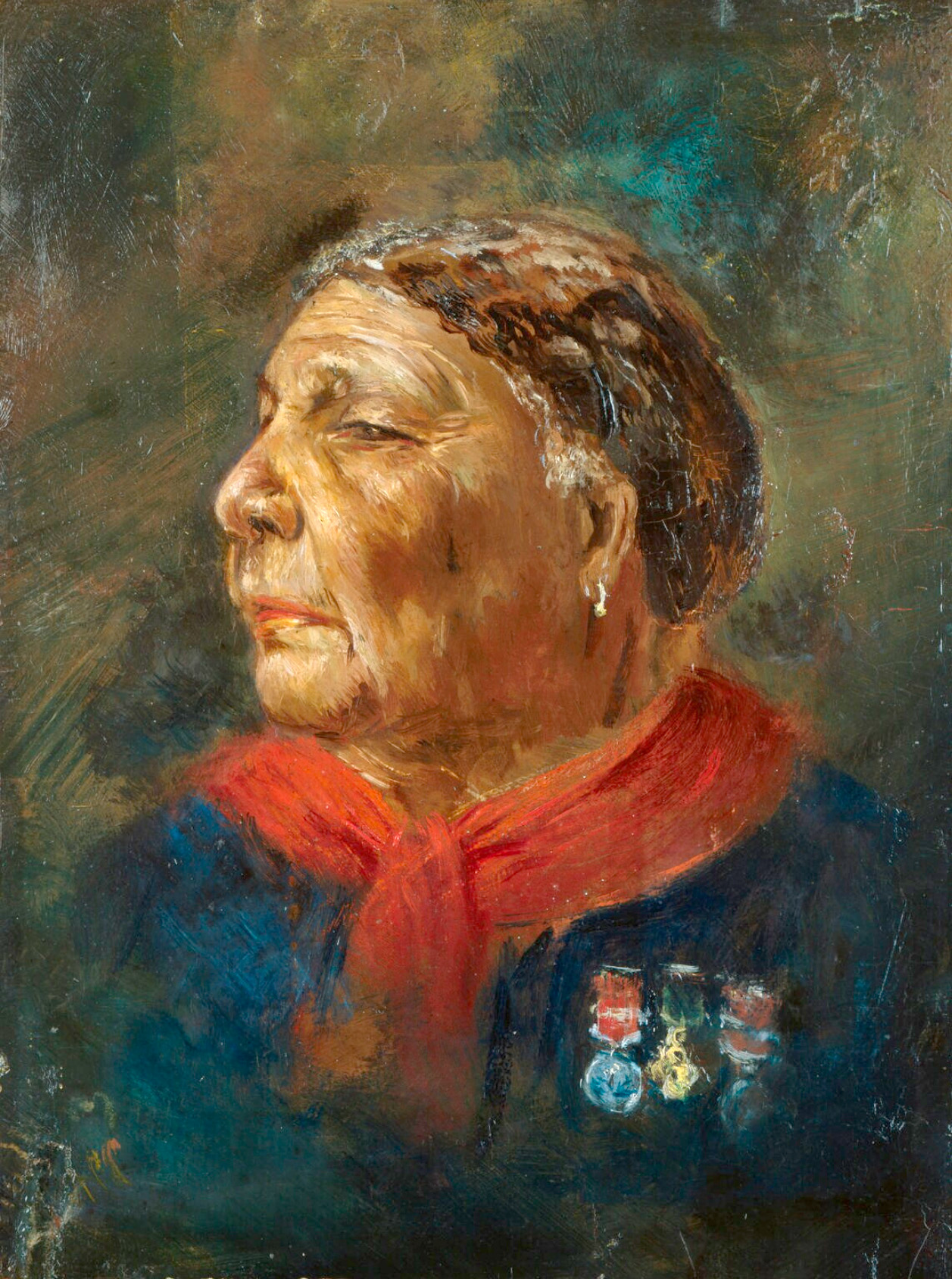
1869 портрет Мэри Сикол, обнаруженный Хелен Раппапорт

В 2003 году Раппапорт обнаружила и приобрела портрет медсестры с Ямайки Мэри Сикол 1869 года работы Альберта Чарльза Чаллена. Картина сейчас висит в Национальной портретной галерее.
Мэри Сикол фигурирует в книге Раппопорта 2007 года «Нет места для леди: нерассказанная история женщин на Крымской войне» (англ. No Place for Ladies: The Untold Story of Women in the Crimean War), которую Саймон Себаг-Монтефиоре оценил как «острую и вдохновляющую, хорошо проработанную, но при этом хорошо читаемую», а также получившую положительные отзывы в Times и The Guardian.

### Книга о последних днях Романовых
Её книга 2008 года «Екатеринбург: последние дни Романовых» (англ. Ekaterinburg: The Last Days of the Romanovs) получила множество положительных отзывов как в Великобритании, так и в США, где она стала бестселлером.

### Книга о Ленине
Книга о Ленине «Заговорщик: Ленин в изгнании» (англ. Conspirator: Lenin in Exile) была издана в 2009 году и получила широкую известность благодаря предположениям автора — Раппопорта о том, что Ленин умер от сифилиса, а не от инсульта. Однако убедительные документальные доказательства этого предположения в книге отсутствуют.
Вот цитатата из википедии лечащего врача Ленина:
Ленин в 1923 году ещё пытался лечиться препаратами на основе ртути и висмута; к нему был приглашён специалист в этой области Макс Нонне. Однако он впоследствии писал: «абсолютно ничто не свидетельствовало о сифилисе».

### Книга о викторианской индустрии косметики
Её книга 2010 года «Всегда прекрасная» (англ. Beautiful For Ever) описывает развитие косметической промышленности викторианской эпохи и рассказывает историю мадам Рейчел, которая обрела как славу, так и позор, продавая продукты, которые обладали почти магической силой «восстановления и сохранения».

### Книга в 150-ю годовщину со дня смерти принца Альберта
Ею была написана книга «Великолепная одержимость» (англ. A Magnificent Obsession), которая была издана 3 ноября 2011 года — в 150-ю годовщину со дня смерти принца Альберта.

### Книга о рождении фотографии
Книга «Пойманный свет: рождение фотографии» (англ. Capturing the Light: The Birth of Photography), написанная в соавторстве с Роджером Уотсоном, рассказывает историю Генри Фокса Тэлбота и Луи Дагерра. Оба автора (Рапопорт и Уотсон) приняли участие в мероприятии во время Эдинбургского книжного фестиваля 14 августа 2013 года. Книга рассказывает об истории фотографии.

### Книга Х. Раппапорт «Застигнутые революцией»
Книга Х. Раппапорт «Застигнутые революцией. Петроград, Россия, 1917 год — „Мир на краю“» (англ. Caught in the Revolution: Petrograd, Russia, 1917 – A World on the Edge), была издана в 2016 г. в Лондоне, где получила много положительных отзывов. В 2017 г. книга была издана в Нью-Йорке. Книга повествует о восприятии революционных событий представителями иностранной колонии города. При её подготовке использовались письма, дневники, воспоминания и путевые записки более чем 80 очевидцев, в том числе ранее практически неизвестные.

## Комментарии
1. ↑  Хелен упомянула о своих родственных связях на сессии во время Эдинбургского книжного фестиваля 14 августа 2013 года. Майк Уэр очень глубоко исследовал ранние фотографические процессы.